# Tantilla cucullata
Tantilla cucullata – gatunek węża z rodziny połozowatych (Colubridae). Endemit stanu Teksas w USA.

## Systematyka
Gatunek ten został opisany przez Mintona w 1956 roku, później jednak bywał uznawany za podgatunek Tantilla rubra, podobnie jak Tantilla diabola opisany w 1961 roku jako nowy gatunek przez Fouquette’a i Pottera. W 2000 roku Dixon i współpracownicy, badając zmienność geograficzną T. rubra, ustalili, że T. cucullata i T. diabola stanowią synonimy, i jako pojedynczy takson (występujący tylko w Teksasie) wyraźnie różnią się od T. rubra, stanowiąc odrębny gatunek.
Tantilla cucullata należy do rodziny połozowatych. Starsze źródła również umieszczają Tantilla w tej samej rodzinie Colubridae, choć używają polskiej nazwy wężowate czy też węże właściwe, zaliczanej do infrapodrzędu Caenophidia, czyli węży wyższych. W obrębie rodziny rodzaj Tantilla wchodzi w skład podrodziny Colubrinae.

## Rozmieszczenie geograficzne
Ten łuskonośny żyje w Stanach Zjednoczonych, występując na południu tego państwa. Jego zasięg występowania ogranicza się jednak do jednego tylko stanu: do Teksasu (od hrabstwa Presidio do hrabstwa Val Verde).

## Zagrożenia i ochrona
Liczebność tego gatunku szacuje się na tysiące osobników, chociaż dokładna liczba nie jest znana, a zebrano mniej niż setkę okazów. Za stan ten odpowiada skryty tryb życia zwierzęcia, spędzającego czas w ziemi. IUCN przyznaje, że nie posiada też dokładnych informacji o statusie gatunku, jego populacji i zagrożeniach dlań wynikających, nie widzi jednak żadnych powodów, by nie uznać stabilności populacji.
Gatunek ten odnotowano dotychczas w 25 różnych lokalizacjach i niektóre znajdują się na terenie obszarów objętych ochroną prawną.